# マティアス・エナール
マティアス・エナール（Mathias Énard, 1972年1月11日 - ）は、フランス・ニオール出身の著作家である。2000年にスペインのバルセロナに移住した。

## 受賞歴
- 2015年 ゴンクール賞 （Boussoleに対して）
- 2016年 芸術文化勲章

## 日本語訳された作品
- 『話してあげて、戦や王さま、象の話を』、関口涼子訳、河出書房新社、2012年

## 作品
- La Perfection du tir, 2003
- Remonter l'Orénoque, 2005
- Bréviaire des artificiers, 2007
- Zone, 2008 「12月賞」受賞。
  - Zone, Charlotte Mandell訳, 2010
- Parle-leur de batailles, de rois et d'éléphants,（『話してあげて、戦や王さま、象の話を』）2010 「高校生のゴンクール賞」受賞。
- L'alcool et la nostalgie, 2011
- Rue des voleurs, 2012 
  - Street of Thieves, Charlotte Mandell訳, 2014
- Tout sera oublié, 2013
- Boussole, 2015